# Satelit za daljinska istraživanja
Satelit za daljinska istraživanja je vrsta umjetnog satelita. Služi za daljinska istraživanja. Ova vrsta satelita snima Zemlju u spektru koji obuhvaća i spektar vidljiv ljudskom oku, ali i dio spektra koje ljudsko oko ne vidi. Uglavnom je u infracrvenom dijelu spektra. Pored tih snimanja i radarski motre Zemlju. Primjena im je u kartografiji, meteorologiji (meteorološki sateliti), geofizici (geofizički sateliti), geodeziji (geodetski sateliti), poljoprivredi, šumarstvu, ekologiji itd. Toliki raspon primjena omogućuje im što imaju velik broj mjernih kanala (do 224) te veliku razlučivost (do 1 m).